# أيرو فايترز أسولت
أيرو فايترز أسولت (بالإنجليزية: Aero Fighters Assault)، هي لعبة فيديو أمريكية من نوع شوتم أب، وهي من تطوير بارادم إنترتنمنت ومن نشر شركة فيديو سيستم اليابانية، صدرت اللعبة في الأسواق سنة 1997، وتعمل على منصة نينتندو 64 الحصرية، وهي الجزء الرابع والأخير من سلسلة ألعاب أيرو فايترز.